# أوغست كابلر
أوقست كابلر (بالألمانية: August Kappler)‏ (و. 1815 – 1887 م) هو مستكشف، ورائد أعمال، وعالم نبات من ألمانيا . ولد في مانهايم.
توفي في شتوتغارت ، عن عمر يناهز 72 عاماً.